# Miloš Ćuk
Miloš Ćuk (serbisk kyrilliska: Милош Ћук), född 21 december 1990 i Novi Sad, är en serbisk vattenpolospelare.
Ćuk spelade i det serbiska landslag som vann den olympiska vattenpoloturneringen i Rio de Janeiro 2016.
Ćuk tog VM-guld i samband med världsmästerskapen i simsport 2015 i Kazan. Han gjorde två mål i finalmatchen mot Kroatien som Serbien vann med 11–4. VM-silver tog han i samband med världsmästerskapen i simsport 2011 i Shanghai. Vid VM 2017 tog han en bronsmedalj.